# Хайнрих IV фон Валденбург
Хайнрих IV фон Валденбург (на немски: Heinrich IV. von Waldenburg; † ок. 1435) е благородник от род Валденбург в Баден-Вюртемберг.

## Произход
Той е син на Йохан фон Валденбург († сл. 1385) и внук на Йохан фон Валденбург, Волкенщайн, Рабенщайн († сл. 1384). Потомък е на рицар Хуго фон Валденбург († сл. 1262) и на Хуго фон Варта (* пр. 1172; † сл. 1199). Брат е на Анарг фон Валденбург († сл. 1429)
Баща му Йохан фон Валденбург убива през 1371 г. един жител на Кемниц. Затова Йохан фон Валденбург и синовете му Йохан и Унарг/Анарг продават през 1375 г. господството и замък Рабенщайн с Кемниц на абат Хайнрих фон Донин и неговия конвент..

## Фамилия
Хайнрих фон Валденбург се жени за бургграфиня Констанца фон Майсен († сл. 1423), дъщеря на Хайнрих I фон Хартенщайн, бургграф на Майсен „Стари“ († 1423) и Катерина фон Глайхен († 1408). Те имат децата:
- Анарг фон Валденбург († 1472/1482), женен за Зденка фон Хазенбург († сл. 1461)
- Анна фон Валденбург († сл. 1434), омъжена за Ханс фон Дона († сл. 1451)
- Хелена фон Валденбург († сл. 1434)
- Катерина фон Валденбург († 27 юли 1494), омъжена I. за Фридрих фон Биберщайн († 27 август 1448), II. сл. 1461 г. за граф Лудвиг I фон Глайхен-Бланкенхайн († 25 април 1467)

- Дворец Валденбург
- Дворец Волкеншайн
- Замък Рабенщайн (Кемниц)